# Brynecki Ostrów

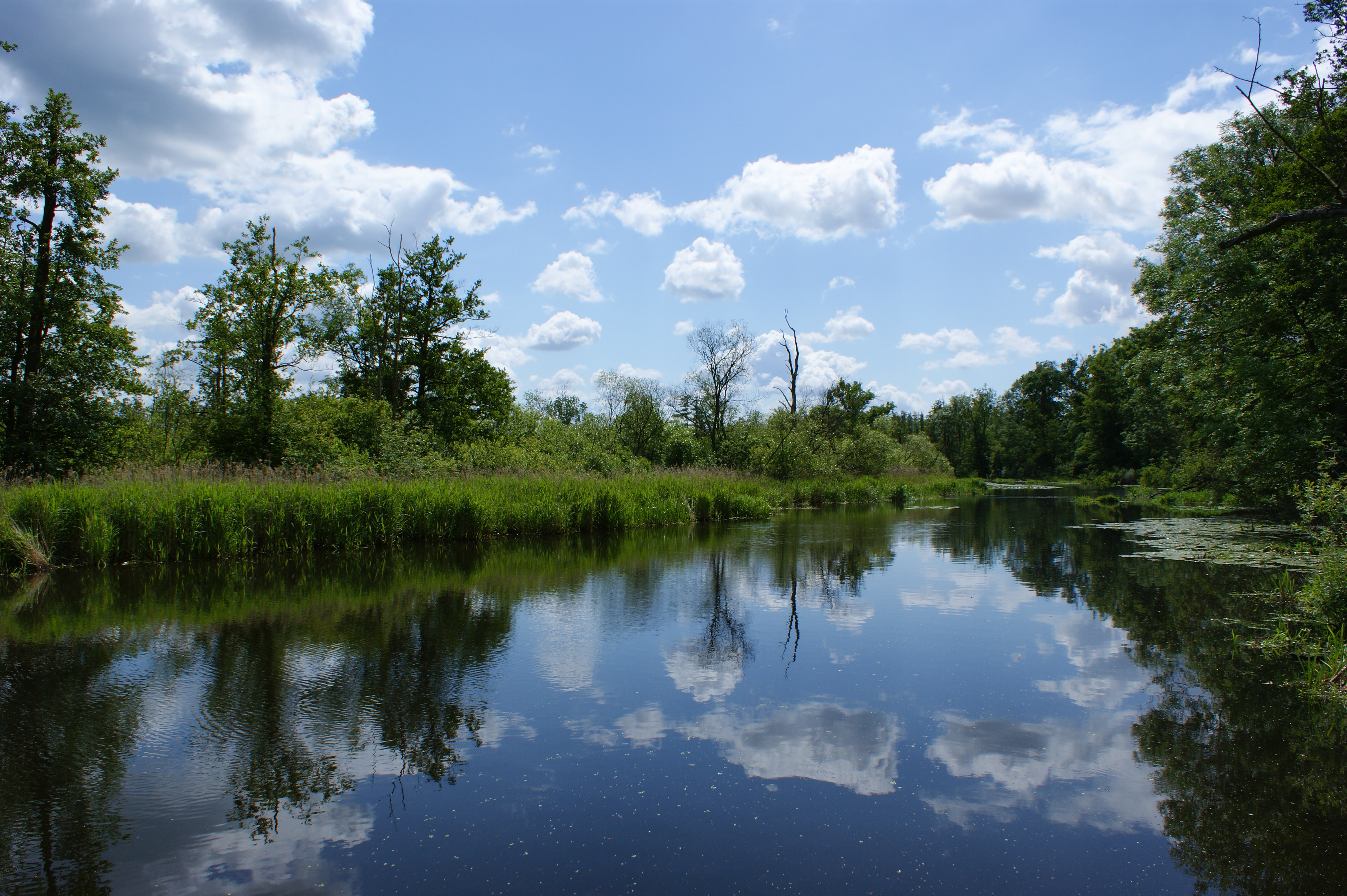
Brynecki Nurt, Brynecki Ostrów po lewej stronie

Brynecki Ostrów (do 1945 niem. Brünnken Werder) – znajdująca się w Szczecinie wyspa odrzańska na Regalicy.
Jest ona długa, półowalna, opływa ją od wschodu Martwa Woda, od zachodu Brynecki Nurt (Brückenstrom), a na południe od niej jest Zatoka Brynecka. Wyspa znajduje się na południe od mostu im. Pionierów Miasta Szczecina. Jest ona w większości pokryta lasami bagiennymi i szuwarami.